# Robert Weisz (Politiker)
Robert Weisz  (* 10. Juni 1910 in Wien; † 9. August 1987 ebenda) war ein österreichischer Politiker (SPÖ) und von 1977 bis 1983 Volksanwalt der Republik.
Nach Pflicht- und kaufmännischer Fortbildungsschule wurde er kaufmännischer Beamter, als solcher aber 1929 zwangspensioniert. Ab 1939 arbeitete er als Bilanzbuchhalter in einer Holzwarenfabrik und nach dem Krieg (1945) als Sekretär der Bezirksvorstehung Döbling (Wien XIX), wo er bis zum Oberamtsrat aufstieg, und 1945–59 auch Döblinger Bezirksrat. Er engagierte sich bald in der Gewerkschaft der Gemeindebediensteten, wurde deren Vorsitzender und in den Bundesvorstand des Österreichischen Gewerkschaftsbundes berufen. Von 1965 bis 1975 war er Vorsitzender der FSG. Zu seinen sozialpolitischen Funktionen zählte auch die Präsidentschaft der Wiener Krankenfürsorgeanstalt.
Von 1959 bis 1966 Mitglied des Wiener Gemeinderates und Abgeordneter zum Wiener Landtag und Gemeinderat, wurde er 1966 in den Nationalrat gewählt, als die SPÖ zur Zeit der ÖVP-Alleinregierung unter Josef Klaus in die Opposition ging. Von 1973 bis 1975 war er geschäftsführender Klubobmann des SPÖ-Parlamentsklubs. Als Parlamentarier (bis 1975) durch seine besonnene Art geschätzt, wurde er 1977 zu einem der drei ersten Volksanwälte gewählt – neben Franz Bauer (ÖVP) und Gustav Zeillinger (FPÖ). In diesem Amt folgte ihm 1983 seine Fraktionsgenossin Franziska Fast nach.
Sein Grab befindet sich am Neustifter Friedhof.